# Andorite
Andorite est une ancienne dénomination déchue pour un minéral sulfosel, distingué en 2012 en deux espèces minérales par la CNMNC (Commission sur les nouveaux minéraux, la nomenclature et la classification) et l'IMA :
- la quatrandorite (anciennement « andorite IV »)
- la sénandorite (anciennement « andorite VI »)[1].

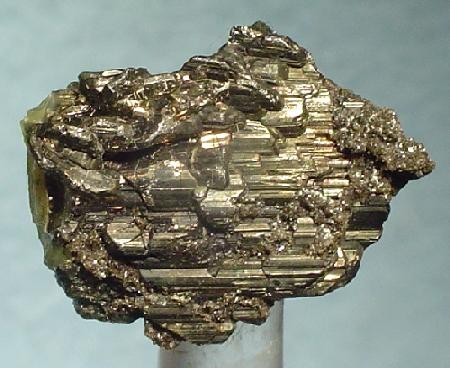
Échantillon venant de San José, ville d'Oruro, province du Cercado, département d'Oruro, Bolivie

L'andorite originelle a été décrite pour la première fois en 1892 pour un événement dans la mine de Baia Sprie, dans l'actuel comté de Maramureș, en Roumanie et s'est vue attribuer la formule chimique PbAgSb3S6. Son nom rend hommage au minéralogiste amateur hongrois Andor von Semsey (1833-1923). L'andorite  se trouve dans des veines hydrothermales polymétalliques à basse température. On le trouve associé dans ses gisements à la stibine, la sphalérite, la barytine, la fluorine, la sidérite, la cassitérite, l'arsénopyrite, la stannite, la zinkénite, la tétraédrite, la pyrite, l'alunite, le quartz, la pyrargyrite, la stéphanite et la rhodochrosite.

## Références

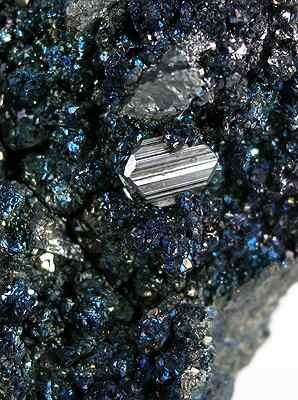
Cristaux pointus d'andorite (à 7 mm) à matrice de stannite, Mine de San José, Département d'Oruro, Bolivie.